# Mastice di Chios
Il mastice di Chios (in greco μαστίχα? (masticha o mastiha da confrontare con il termine generico mastice) è una resina vegetale ottenuta dal lentisco (Pistacia lentiscus L.), coltivato sull'isola greca di Chios.
È un prodotto riconosciuto e registrato come DOP dall'Unione europea dal 1997 con il nome di Masticha Chiou.
L'arte di coltivare il lentisco e la sua resina in Grecia è, inoltre, patrimonio mondiale immateriale dell'umanità dal 2014.
In Grecia è anche noto anche come "lacrime di Chio", dato che la resina può condensare in piccole gocce e dato che viene coltivata proprio nell'isola di Chio.
Si tratta di un lattice che può sgorgare dal fusto del lentisco e che, a contatto con l'aria, si essicca in una resina dura fragile e traslucida.
Una volta masticata, la resina si ammorbidisce e diventa una gomma bianca, brillante e opaca. Il sapore è amaro in un primo momento, ma durante la masticazione rilascia un sapore rinfrescante, come di pino o di cedro.
Nelle farmacie e nei negozi di prodotti naturali si chiama impropriamente "gomma arabica" (da non confondere con la vera gomma arabica che è un prodotto a base polisaccaride, essudato delle acacie) o "gomma Yemen".
Oggi viene usata per la produzione di liquori, gomme da masticare, per aromatizzare dentifrici o anche semplicemente come spezia.
Oltre all'isola di Chio, una certa quantità di gomma mastice viene tradizionalmente prodotta anche nella penisola di Çeşme, in Turchia. Questa regione, che dista solo 8 km da Chio, gode di condizioni climatiche favorevoli simili a quelle dell'isola.

## Storia
La masticha viene raccolta fin dall'antichità greca. La prima citazione riconducibile a questo prodotto si trova in Ippocrate, che la consiglia per la prevenzione di problemi digestivi, raffreddori e come rinfrescante del respiro.
Gli imperatori romani la usavano, mista a miele, pepe e uova, nella preparazione del  Conditum paradoxum, un vino speziato che veniva servito, di solito, a fine pasto.
Sia nell'Impero bizantino che in quello ottomano, il commercio di masticha era monopolio delle rispettive corti reali. A Chio, durante l'impero ottomano, la mastica valeva il suo peso in oro e il suo furto veniva punito con la pena di morte. Durante il massacro di Chio del 1822 tutta la popolazione della regione del Mastichochoria, coltivatori di mastica, fu risparmiata dal sultano per garantire la produzione di questa resina.

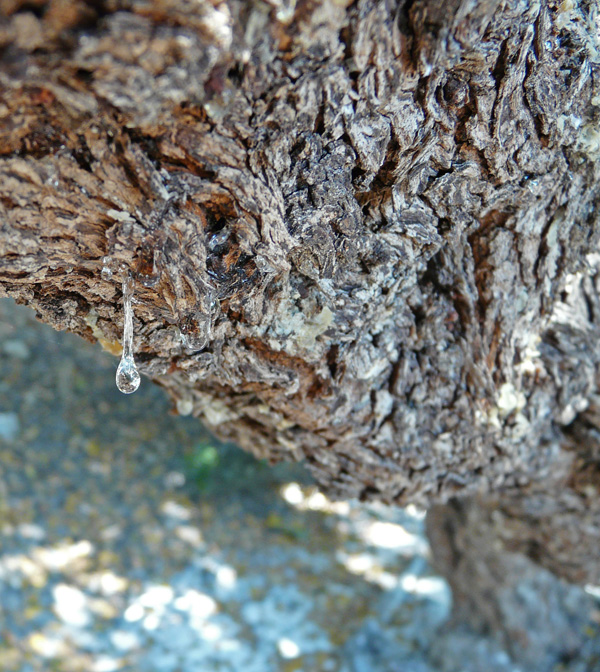
Una singola goccia di mastica che cola da un ramo di lentisco.

Dalla resina del lentisco, in Grecia, si ricavano gomme da masticare, dentifrici, liquori (come l'acquavite Mastika), gelati, in cui rientra come prodotto principale o come ingrediente. Viene inoltre spesso impiegata come spezia in vari dolci da forno, come ad esempio per la produzione dello tsoureki.